# سعود بن عبدالعزیز آل سعود
ملک سعود بن عبدالعزیز بن عبدالرحمن بن فیصل بن ترکی بن عبدالله بن محمد بن سعود بن محمد بن مقرن آل سعود (زادهٔ ۱۵ ژانویهٔ ۱۹۰۲ – درگذشتهٔ ۲۳ فوریهٔ ۱۹۶۹) فرزند دوم ملک عبدالعزیز، بنیان‌گذار پادشاهی عربستان سعودی، و دومین پادشاه این کشور از خاندان آل سعود در سال‌های ۱۹۵۳–۱۹۶۴ بود. او با ۵ پادشاه پس از خود (ملک فیصل، ملک خالد، ملک فهد، ملک عبدالله و ملک سلمان) برادر بود.
سعود دومین پسر ملک عبدالعزیز و وَضحیٰ بنت محمد العریعر بود. مرگ برادر بزرگ‌تر سعود، شاهزاده ترکی، در سال ۱۹۱۹، سعود را آماده کرد تا جانشین پدرش شود. ملک عبدالعزیز در سال ۱۹۳۳ او را به‌عنوان ولیعهد عربستان سعودی منصوب کرد. سعود به‌عنوان فرمانده در فتوحات عبدالعزیز که منجر به تأسیس عربستان سعودی در سال ۱۹۳۲ شد، خدمت کرد. وی از سال ۱۹۲۶ تا ۱۹۳۲ نایب‌السلطنهٔ نجد بود و در کشورهای همسایه نیز نمایندهٔ پدرش بود. او در اصلاحات مالی عربستان سعودی، تهیهٔ نخستین بودجهٔ دولتی در سال ۱۹۴۸ و تأسیس بانک مرکزی عربستان در سال ۱۹۵۲ نقش داشت. سعود همچنین بر توسعهٔ زیرساختی این کشور نظارت داشت.
سعود پس از درگذشت پدرش در سال ۱۹۵۳، بر تخت پادشاهی نشست و دولت را سازماندهی کرد. سعود به‌دنبال حفظ روابط دوستانه با ایالات متحده و در عین حال حمایت از سایر کشورهای عربی در درگیری‌های آن‌ها علیه اسرائیل بود. در دوران حکومت او، عربستان سعودی در سال ۱۹۶۱ به جنبش عدم تعهد پیوست. ناتوانی سعود در مقابله با بدهی‌های ملی عربستان، او را وارد جنگ قدرت با برادر ناتنی و ولیعهدش، فیصل کرد.
او از تاریخ ۹ نوامبر ۱۹۵۳ تا ۲ نوامبر ۱۹۶۴ در عربستان سعودی حکومت کرد و با کودتای برادرش ملک فیصل از قدرت برکنار شد. پس از آن، سعود به تبعید رفت و با حمایت برخی از پسرانش تلاش ناموفقی برای پس گرفتن تاج و تخت کرد. او در تاریخ ۲۳ فوریهٔ ۱۹۶۹ در ۶۷ سالگی درگذشت.
تا امروز او تنها پادشاه عربستان سعودی است که زمامداری را از پدر (ملک عبدالعزیز) به ارث برده‌است. وی از شیوهٔ پدرش در توسعهٔ کشور پیروی می‌کرد.
| رویدادهای مهم | رویدادهای مهم |
| ------------- | --- |
| ۱۹۵۴          | برنامهٔ پنج سالهٔ نخست که ملک سعود در سخنرانی خود اعلام کرد.                                                           |
| ۱۹۵۴          | تشکیل «شرکت حمل و نقل دریایی عربستان سعودی» با همکاری آریستوتلیس اوناسیس.                                            |
| ۱۹۵۴          | افتتاح نخستین کشتی نیروی دریایی "ملک سعود یکم" در هامبورگ                                                            |
| ۱۹۵۴          | افتتاح نخستین کنفرانس اسلامی در مکه                                                                                  |
| ۱۹۵۵          | نخستین طرح توسعه در مسجدالنبی در مدینه                                                                               |
| ۱۹۵۵          | نخستین طرح توسعه در مسجد اعظم مکه                                                                                    |
| ۱۹۵۶          | توقف صادرات نفت عربستان سعودی به بریتانیا و فرانسه به‌دلیل بحران سوئز                                                 |
| ۱۹۵۶          | عدم پیوستن به «پیمان بغداد»                                                                                          |
| ۱۹۵۷          | حمایت ملک سعود از اردن در طول بحران سیاسی در اردن که تهدیدی برای سرنگونی تاج و تخت ملک حسین بود                      |
| ۱۹۵۷          | تلاش‌های دیپلماتیک ملک سعود در سازمان ملل در محکومیت تلاش‌های اسرائیل برای از بین بردن حق قانونی کشتیرانی در خلیج عقبه |
| ۱۹۵۷          | تلاش‌های دیپلماتیک ملک سعود برای میانجیگری بین سوریه و ترکیه                                                          |
| ۱۹۵۷          | آمریکا باعث کاهش قیمت نفت شد                                                                                         |
| ۱۹۵۷          | عربستان سعودی به عضویت صندوق بین‌المللی پول درآمد                                                                     |
| ۱۹۵۷          | تأسیس اولین دانشگاه در عربستان سعودی (دانشگاه ملک سعود)                                                              |
| ۱۹۵۹          | صدور یک بیانیهٔ سلطنتی برای ایجاد "ریاست عمومی برای آموزش دختران"                                                     |
| ۱۹۶۱          | تاسیس اوپک |
| ۱۹۶۲          | تأسیس مسلم لیگ |
| ۱۹۶۲          | لغو برده‌داری توسط ملک سعود: ابلاغ فرمان سلطنتی شمارهٔ (۳/۱/۵) با ده نکته اصلاحات برای لغو برده‌داری                    |
| ۱۹۶۲          | تأسیس تلویزیون سعودی توسط ملک سعود                                                                                   |
| ۱۹۶۹          | درگذشت ملک سعود در ۲۴ ژانویه در آتن یونان                                                                            |

## سال‌های آغازین

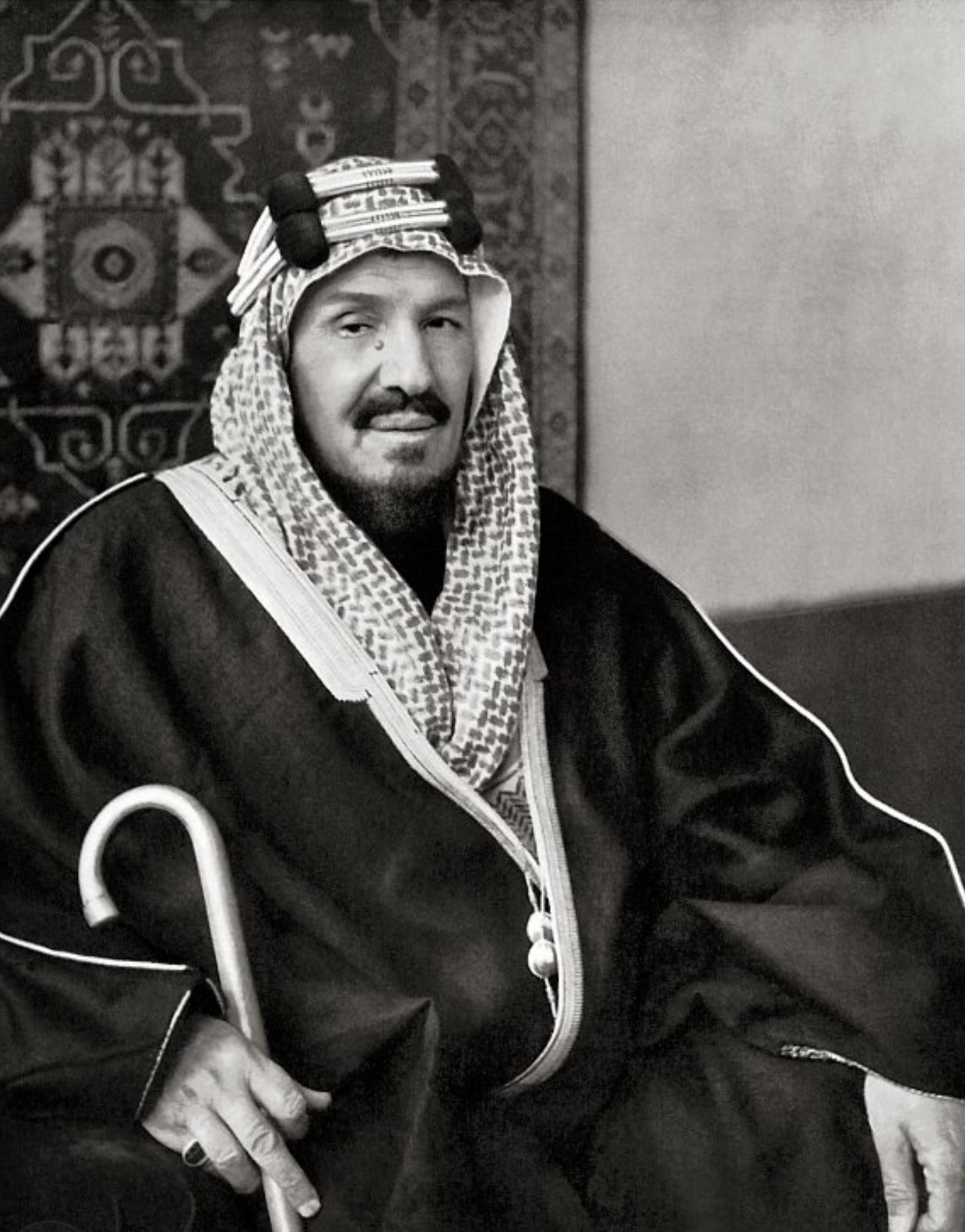
ملک عبدالعزیز، بنیان‌گذار عربستان سعودی و پدر ملک سعود

ملک سعود در ۱۵ ژانویهٔ ۱۹۰۲ در شهر کویت به دنیا آمد. او پسر دوم عبدالعزیز بن عبدالرحمن در خانهٔ جدش عبدالرحمن بن فیصل به دنیا آمد. آن‌ها در منطقهٔ Sikkat Inazza شهر که خانواده پس از تبعیدشان از ریاض در آنجا اقامت داشتند، زندگی می‌کردند. هنگامی که پدرش در سال ۱۹۰۲ ریاض را فتح کرد، سعود به همراه مادر و برادرانش به وی پیوستند.
خواهر و برادر کامل شاهزاده سعود شاهزاده ترکی، شاهزاده خالد، شاهزاده عبدالله و شاهزاده مونیره بودند. از میان آن‌ها خالد و عبدالله در جوانی درگذشتند. مادرشان همسر دوم عبدالعزیز، وضا بنت محمد الاوریر بود که از قبیلهٔ بنی‌خالد بود.
شاهزاده سعود از پنج سالگی به فراگیری شریعت و قرآن نزد شیخ عبدالرحمن المفریج پرداخت. او همچنین تیراندازی با کمان و سوارکاری و نحوهٔ اجرای قراردادهای صلح و هنر جنگ، سیاست، دیپلماسی را به روش‌های سنتی عربی آموخت. معلمان رسمی او مشاوران پدرش عبدالله الدملوجی و حافظ وهبه بودند.

## آغاز فعالیت سیاسی و نظامی
سعود در سفرهای متعدد پدرش را همراهی کرد و در چندین لشکرکشی در طول اتحاد شبه‌جزیرهٔ عربستان شرکت کرد. نخستین مأموریت سیاسی او در سیزده سالگی و رهبری هیئتی به قطر بود. نخستین نبردی که او انجام داد در جراب در سال ۱۹۱۵ و به دنبال آن نبردی در یطب در همان سال و سپس تروبه در سال ۱۹۱۹ بود او در سال ۱۹۲۵ بحران المهمل را در مکه متوقف کرد. در دوران تصدی خود به عنوان نایب‌السلطنهٔ نجد شاهزاده سعود از طریق روزنامهٔ ام‌القری از پدرش به‌دلیل محدودیت‌های اخوان انتقاد کرد. با این حال، او بعداً برای توقف شورش اخوان در نبرد سابیلا در سال ۱۹۲۹ جنگید.
در ۱۱ مه ۱۹۳۳، سعود به عنوان ولیعهد منصوب شد که در روزنامهٔ ام‌القری اعلام شد. عمویش محمد بن عبدالرحمن به‌عنوان ولیعهد با سعود بیعت نکرد و ریاض را به مقصد مکه ترک کرد. عبدالعزیز پس از انتصاب به‌عنوان ولیعهد، به پسرش گفت که باید در راه گسترش اسلام اهتمام ورزید، از رعایا به خوبی مراقبت کرد و به توصیه‌های علمای دین توجه کرد. سعود سپس به پدرش قول داد که به توصیه‌های پدرش اهمیت دهد.

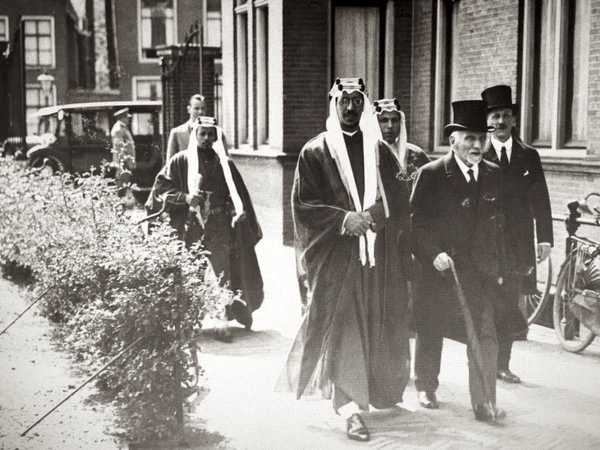
استقبال از ولیعهد سعود توسط اسنوک هورخرونیه (سمت راست) در دانشگاه لیدن، ۱۹۳۵

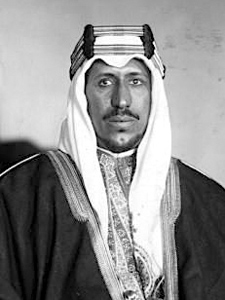
ولیعهد سعود در ۱۹۵۲

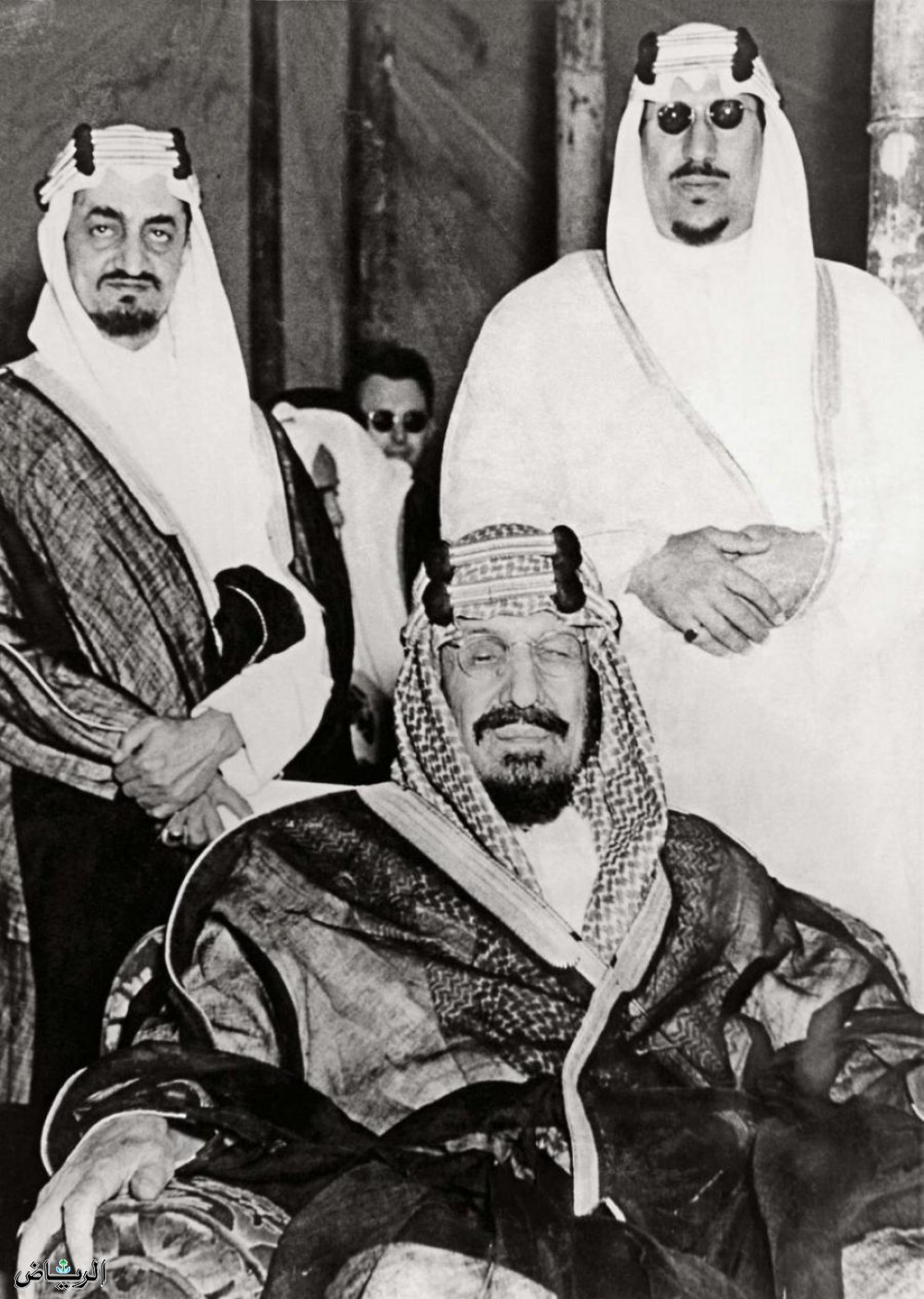
سعود به همراه پدرش ملک عبدالعزیز (نشسته) و برادر ناتنی‌اش شاهزاده فیصل (که بعدها پادشاه شد، سمت چپ)، اوایل دههٔ ۱۹۵۰

سال بعد، ملک عبدالعزیز دو لشکرکشی نظامی را سازماندهی کرد. یکی از آن‌ها به رهبری ولیعهد سعود بود که نجران را بازپس گرفت و مخفیانه از میان کوه‌های ناهموار در شمال غربی یمن پیشروی کرد.
پس از پایان جنگ با یمن، عبدالعزیز تصمیم گرفت که سعود را به سفر به خارج تشویق کند. وی با همراهی مشاور پدرش فؤاد حمزه از کشورهای ماوراءالنهر، فلسطین، عراق، مصر و اروپا بازدید کرد و در آنجا به نمایندگی از پدرش در مراسم تاجگذاری پادشاه جرج ششم و ملکه الیزابت در سال ۱۹۳۷ حضور یافت. سعود دوستی صمیمانه‌ای با شاه جوان غازی اول عراق برقرار کرد و امیر ماوراءالنهر (بعداً ملک عبدالله یکم اردن) را مورد تحسین قرار داد.

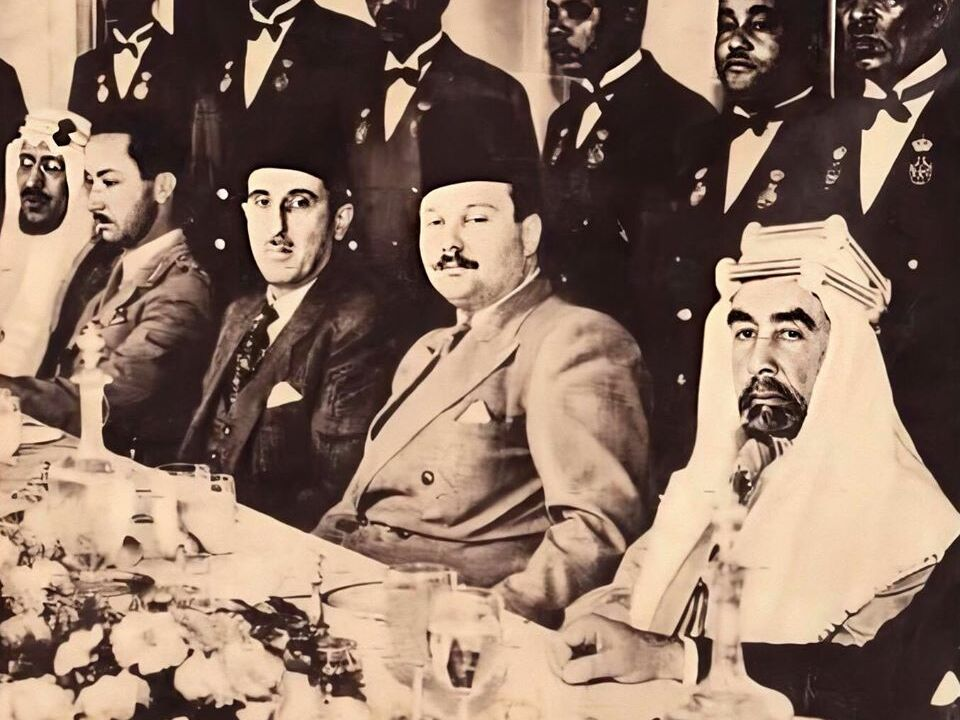
در جریان کنفرانس انشاس. از راست به چپ: عبدالله یکم اردن، فاروق یکم مصر، شکری قوتلی رئیس‌جمهور سوریه، امیر عبدالله عراق و ولیعهد سعود، ۱۹۴۶

پس از جنگ، هنگامی‌که به‌نظر می‌رسید تشکیل یک کشور یهودی در فلسطین قریب‌الوقوع است و رهبران کشورهای مختلف عربی در انشاس مصر در سال ۱۹۴۶ برای بررسی اوضاع تحت ریاست فاروق پادشاه مصر گرد هم آمدند، سعود دوباره در آنجا بود. از سوی پدرش به نمایندگی از خود و کشورش انتخاب شد و در تصویب قطعنامهٔ معروفی شرکت کرد که در آن آمده بود: «آرمان فلسطین آرمان همهٔ اعراب است و نه صرفاً فلسطینی‌ها». سعود در سال ۱۹۴۷ از ایالات متحده بازدید کرد و با رئیس‌جمهور هری ترومن ملاقات کرد و همچنین با رهبران بریتانیا، فرانسه و ایتالیا دیدار کرد تا سیاستگذاران را با دیدگاه‌های پدرش آشنا کرده و غیرقابل قبول بودن نقض حقوق مردم فلسطینی را یادآور شود.
در ۱۹ اکتبر ۱۹۵۳، عبدالعزیز، سعود را علاوه بر ولیعهدی، به‌عنوان نخست‌وزیر نخستین کابینهٔ عربستان منصوب کرده بود. پیش از آن وی به‌عنوان فرمانده عالی نیروهای مسلح و یگان‌های امنیت داخلی منصوب شده بود. در این دوره، نیروهای مسلح عربستان سعودی، از جمله نیروی هوایی، با کمک آمریکا در سطح وسیعی نوسازی شدند. ناوگان خطوط هوایی عربستان سعودی همچنین با خرید چهار "Sky Master" جدید گسترش یافت تا در درجهٔ نخست، حمل و نقل زائران از خانه‌های خود به مکان‌های زیارتی و بازگشت و همچنین سفرهای دیگر را تسهیل کند. در ۱۰ ژوئن ۱۹۵۳، سعود با تأیید پدرش سنگ بنای توسعه و نوسازی مسجدالنبی را در مدینه گذاشت. وی پیش از این نیز در پی دیداری به عبدالعزیز توصیه کرده بود که این اقدام را انجام دهد و این اقدام تصویب شده بود.

## پادشاهی

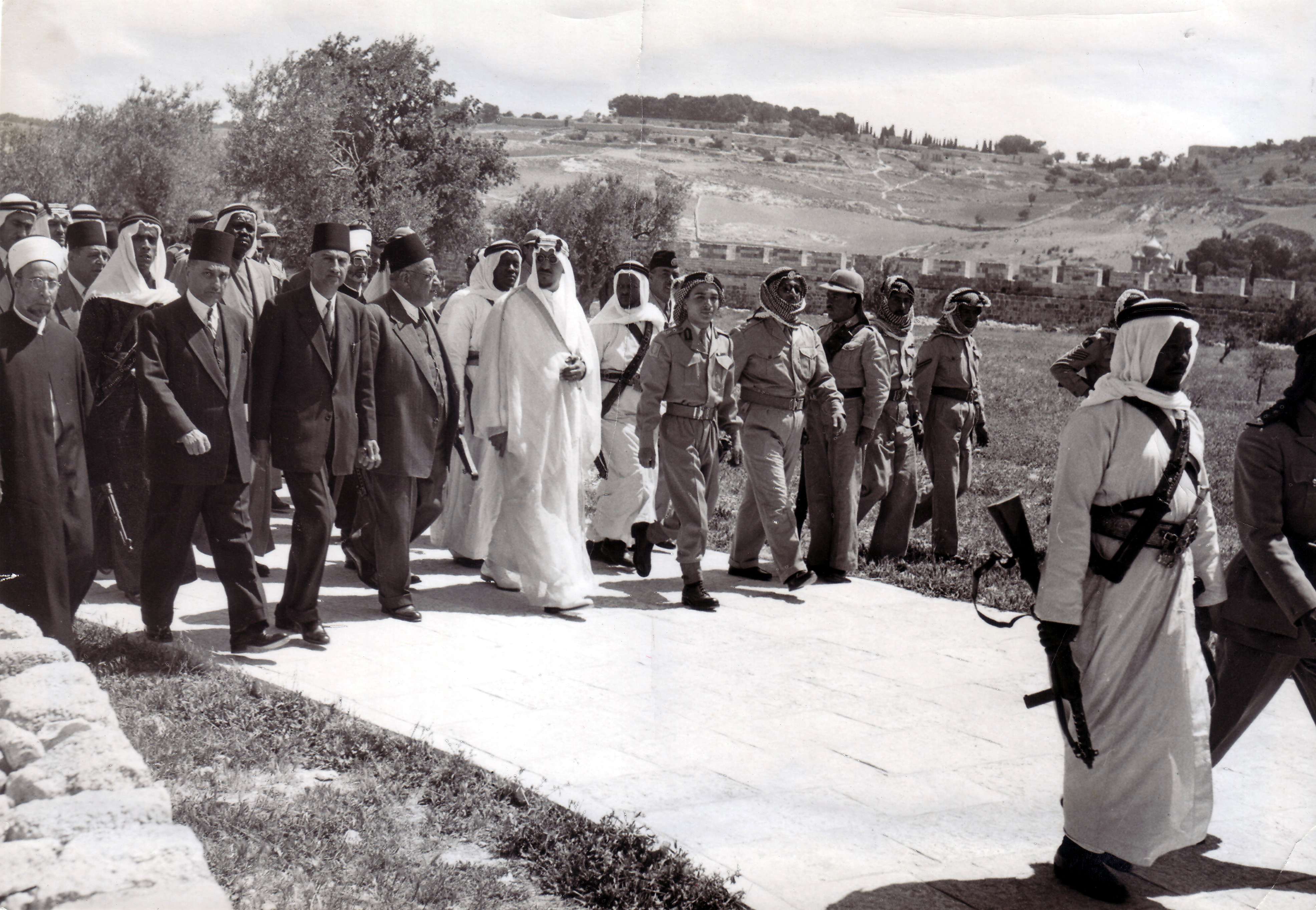
پادشاهان، ملک سعود عربستان سعودی و حسین اردن در حال بازدید از اورشلیم در سال ۱۹۵۳

سعود در ۹ نوامبر ۱۹۵۳ پس از درگذشت پدرش عبدالعزیز به‌عنوان پادشاه جانشین او شد. او در فضای سیاسی بسیار متفاوت از زمانی که پدرش عبدالعزیز پادشاهی خود را تأسیس کرد بر تخت سلطنت نشست.

### سیاست داخلی
ملک سعود در نخستین سخنرانی خود به‌عنوان پادشاه به شورای وزیران جدید اعلام کرد که در حالی که دوران سلطنت پدرش به خاطر فتوحات نظامی مورد توجه قرار گرفته بود، او قصد داشت سلطنت خود را «جنگی بر ضد فقر، جهل و بیماری» باشد.

### سیاست خارجی
ملک سعود در صحنه‌های سیاسی منطقه‌ای، عربی، اسلامی و بین‌المللی نقش بسیار مهمی داشت. او پس از پایان سفر به مناطق مختلف کشورش، تورهای جهانی خود را آغاز کرد. او برای اهداف استراتژیک و سیاسی از کشورهای عربی و دوست دیدن کرد. او تور خود را در سال ۱۹۵۴ در مصر و پس از آن کویت، بحرین، اردن، یمن و پاکستان آغاز کرد.
او اعلام کرد که هدفش تنها «یکپارچگی مسلمانان در سراسر جهان» است تا آن‌ها همچون یک بدن قوی باشند. ملک سعود به سیاست عدم تعهد بین ایالات متحده و اتحاد جماهیر شوروی اعتقاد داشت که در جریان یک سفر رسمی به هند در مورد آن به‌طور کامل با جواهر لعل نهرو، نخست‌وزیر هند، گفت‌وگو کرد. او همچنین تلاش کرد تا منطقه را از ائتلاف‌ها و بلوک‌هایی که تنها در خدمت منافع خارجی بودند، رها نگه دارد و به همین دلیل از پیوستن به پیمان بغداد خودداری کرد. علیرغم فشارهای غرب، وی در دیدار با رئیس‌جمهور جمال عبدالناصر و شکری قوتلی رئیس‌جمهور سوریه در مارس ۱۹۵۶ در قاهره موافقت کرد که بیانیه‌ای مشترک در مورد درک آن‌ها از مسائل امنیتی و دفاعی صادر کنند که همزمان با سایر توافقات در امور مالی، اقتصادی و توسعهٔ منطقه‌ای بود.
در نوامبر ۱۹۵۵، ملک سعود ۱۶ میلیون دلار وام به سوریه برای پنج سال اعطا کرد. با حملات مداوم اسرائیل به اردن در سال ۱۹۵۵، پادشاه سعود رهبران نظامی مصر، سوریه، لبنان و اردن را به ریاض دعوت کرد تا در مورد رویه‌های مقابله با تجاوز بحث کنند. او موافقت کرد که تمام هزینه‌های تقویت گارد ملی و نیروهای مسلح اردن را پوشش دهد. او همچنین از انقلاب الجزایر در برابر فرانسه، از نظر دیپلماتیک و مالی پشتیبانی می‌کرد. پادشاه سعود به اعطای کمک‌های مالی به الجزایر ادامه داد و تا زمانی که این کشور، استقلال خود را در سال ۱۹۶۲ برقرار کرد، از آن دفاع می‌کرد.
امام احمد بن یحیی یمن با امضای توافقنامهٔ دفاعی مشترک با مصر، عربستان سعودی و سوریه به تلاش‌های اعراب برای متحد کردن صفوف آن‌ها پیوست. این رویداد پس از دیدار بن یحیی با ملک سعود، رئیس‌جمهور جمال عبدالناصر و رئیس‌جمهور شکری قوتلی در ۲۱ آوریل ۱۹۵۶ و به دنبال پیمان جده بین عربستان سعودی و یمن رخ داد.

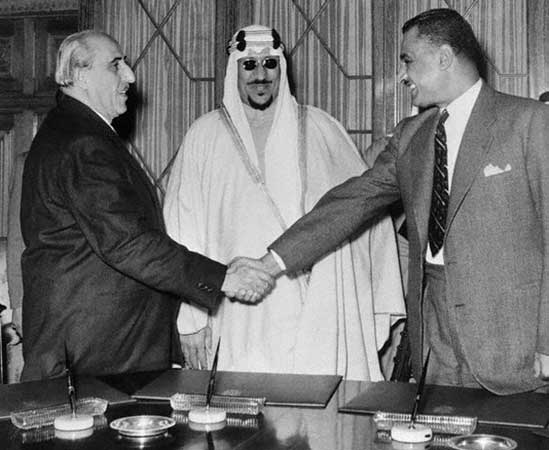
امضای قرارداد دفاعی توسط رئیس‌جمهور شکری قوتلی، جمال عبدالناصر رئیس‌جمهور مصر و ملک سعود در قاهره در ۱۳ مارس ۱۹۵۶

سعود حمایت خود را از کشورهای عربی پس از ملی شدن شرکت کانال سوئز در ۲۶ ژوئیهٔ ۱۹۵۶ حفظ کرد، البته دولت مصر برخلاف انتظارات وی به‌عنوان متحد نظامی، مانند سوریه با او مشورت نکرد. او پس از جلسه‌ای که در ۲۰ سپتامبر ۱۹۵۶ در دمام برگزار شد، موفق شد روابط خود را با ملک فیصل دوم عراق تقویت کند. پس از آن در همان ماه و در همان مکان با رئیس‌جمهور جمال عبدالناصر و رئیس‌جمهور سوریه شکری قوتلی ملاقات کرد که طی آن او حمایت کامل خود را از موضع مصر در این بحران تأیید کرد. هنگامی که بریتانیا، فرانسه و اسرائیل در ۲۹ اکتبر ۱۹۵۶ در نتیجهٔ ملی شدن کانال سوئز به مصر حمله کردند، ملک سعود بسیج عمومی اعلام کرد و دستور داد دفاتر پذیرش سرباز را راه‌اندازی کنند.
او به‌طور همه‌جانبه به دولت مصر کمک کرد و شخصاً بر عملیات نظارت کرد و از ورود هواپیماهای جنگی مصری برای حفاظت از آن‌ها در کشورش استقبال کرد. فهد بن عبدالعزیز، سلطان بن عبدالعزیز، سلمان بن عبدالعزیز و پسر ملک سعود ، فهد بن سعود، همراه با بسیاری از شاهزادگان از نخستین کسانی بودند که به خدمت سربازی رفتند. او برای اعمال فشار بر دولت‌های بریتانیا و فرانسه، از سلاحی استفاده کرد که تا آن هنگام، از آن استفاده نشده بود. او صادرات نفت را متوقف کرد و بارگیری تمامی نفتکش‌های انگلیسی و فرانسوی و ورود سایر نفتکش‌های حامل نفت عربستان را به این دو کشور ممنوع کرد. او همچنین روابط خود را با بریتانیا و فرانسه قطع کرد.
ملک سعود اگرچه از پیامدهای احتمالی چنین رویه‌ای بر اقتصاد ملی عربستان آگاه بود برای نخستین بار از این سلاح اقتصادی استفاده کرد. او حمایت از مصر را را پس از جنگ نیز حفظ کرد و کمک‌های سخاوتمندانه‌ای از جمله ۲ میلیون ریال سعودی به هلال احمر مصر برای کمک به قربانیان پورت‌سعید ارائه کرد.
ملک سعود همچنان مشتاق بود که منطقه را از بلوک‌های سیاسی و دفاعی که تنها از یک ابرقدرت در برابر دیگری حمایت می‌کنند، عاری نگه دارد. علیرغم روابط مستحکم با سیستم آمریکایی که به‌دلیل کشف و تولید نفت در چندین زمینه بر آن تکیه داشت، به‌طور جدی به فکر لغو دسترسی آمریکا به‌دلیل استفاده از فرودگاه ظهران به‌عنوان ابزاری برای اعمال فشار بر ایالات متحدهٔ آمریکا افتاد.
علیرغم روابط صمیمی سنتی کشورش با ایالات متحدهٔ آمریکا و بیگانگی ریشه‌دار کمونیسم و اعتقادات اسلامی، او از پیوستن به پیمان بغداد ۱۹۵۵ تحت حمایت آمریکا امتناع کرد.
دوایت آیزنهاور، رئیس‌جمهور ایالات متحده، در سال ۱۹۵۷ از ملک سعود دعوت کرد تا یک سفر رسمی به ایالات متحده داشته باشد، زیرا او معتقد بود که ملک سعود نقش مهمی در اجرای دکترین بازدارندگی و مبارزه با کمونیسم در خاورمیانه و کشورهای اسلامی ایفا کرده‌است. هنگامی که ملک سعود دعوتنامه را دریافت کرد، با رؤسای جمهور جمال عبدالناصر و شکری قوتلی در ژانویهٔ ۱۹۵۷ در قاهره تشکیل جلسه داد. این سه رهبر توافق کردند که سعی کنند آیزنهاور را متقاعد کنند که دولت اسرائیل را برای تخلیهٔ شرم‌الشیخ که مشرف به خلیج عقبه بود و عقب‌نشینی به مرزهای آتش‌بس قبلی در همهٔ مرزها تحت فشار قرار دهد.
وی به حمایت خود از کشورهای در حال جنگ با اسرائیل ادامه داد و برای کاهش بار مالی بر اردن در نتیجهٔ این درگیری، با رؤسای جمهور مصر و سوریه و با ملک حسین اردن، قراردادی ده‌ساله امضا کرد.
وی همچنین با رئیس‌جمهور آمریکا اختلاف خود با انگلستان بر سر واحهٔ بریمی، منطقهٔ نفتی بین مرزهای عربستان سعودی، عمان و ابوظبی که تحت حمایت انگلیس بود، رایزنی کرد. موضوع واحهٔ بریمی یکی از مسائلی بود که از زمان پادشاهی پدرش ملک عبدالعزیز مطرح شده بود و همچنان معطل مانده بود. پس از چند بار درگیری، پرونده به داوری بین‌المللی رفت. سعود دعوت رئیس‌جمهور آمریکا به ایالات متحده را پذیرفت.
ملک سعود در ضیافتی که توسط داگ هامرشولد، دبیرکل سوئدی سازمان ملل متحد برگزار شد، سخنرانی مهمی ایراد کرد و در آن به جنبه‌های مختلف شکایات اعراب، مطابق با منشور سازمان ملل متحد و اختیارات آن پرداخت. او از همهٔ کشورها دعوت کرد که نسبت به منشور، ارزش قائل شوند و آن را به‌طور کامل اجرا کنند. او همچنین به نتایج و پیامدهای جنگ سرد پرداخت.
در جلسه با آیزنهاور، پیشنهادی موسوم به دکترین آیزنهاور به ملک سعود ارائه شد. در چارچوب این طرح، دوایت آیزنهاور وامی ۲۵ میلیون دلاری را در ۲۴ ژانویهٔ ۱۹۵۷ به دولت عربستان سعودی پیشنهاد کرد. در مقابل، ملک سعود توضیح داد که از کمک نظامی اتحاد جماهیر شوروی برای جنگ با بریتانیا خودداری کرده‌است و کفت سیاست‌های بریتانیا اعراب را ترغیب می‌کند تا از اتحاد جماهیر شوروی کمک بگیرند. وی همچنین تأکید کرد که کشورهای «غیرمتعهد» در منطقه بیشتر از کشورهای متحد آمریکا از کمک‌های آمریکا بهره می‌برند. وی بر این باور بود که اگر رئیس‌جمهور آمریکا بخواهد در تلاش‌های خود موفق شود، این کمک‌ها باید دو برابر شود. ملک سعود از دوایت آیزنهاور خواست تا بر اسرائیل فشار بیاورد تا از اراضی اشغالی فلسطین عقب‌نشینی کند و مسئلهٔ فلسطین را حل و فصل کند و فرانسه را متقاعد کند تا در مورد استقلال الجزایر به توافقی دست یابد. از سوی دیگر، او قول داد که اعراب را از دکترین آیزنهاور و اهداف آن آگاه کند؛ و پیش از هرگونه تعهدی پاسخ سایر اعراب را در سطوح رسمی جویا شود. ملک سعود به رئیس‌جمهور آمریکا توضیح داد که بخش عمده‌ای از بودجهٔ کشورش به پروژه‌های توسعه و برنامهٔ پنج‌ساله اختصاص یافته‌است و پیش از این‌که بتواند نقشی را که از او در مبارزه با کمونیسم انتظار می‌رود ایفا کند به کمک نظامی نیاز دارد. دولت آمریکا پذیرفت که به او وامی ۲۵۰ میلیون دلاری و انواع جنگ‌افزار زمینی، دریایی و هوایی داده و ارتش سعودی را برای استفاده از آن‌ها آموزش دهد.
در مقابل، قرار بود به دولت آمریکا تسهیلاتی برای استفاده از فرودگاه ظهران به مدت پنج سال اعطا شود و پس از آن در سال ۱۹۶۲ با تمام تجهیزاتش به دولت عربستان بازگردانده شود.
ملک سعود پیش از اطلاع به همتایان عرب خود در مورد نتایج این دیدار و دکترین آیزنهاور، از اسپانیا، مراکش، تونس و لیبی دیدن کرد و مقامات این کشورها را از این نتایج مطلع کرد. در فوریهٔ ۱۹۵۷ او با رهبران مصر، سوریه و اردن در قاهره ملاقات کرد و آن‌ها را از اهداف آیزنهاور آگاه کرد. تحت تأثیر جمال عبدالناصر، رئیس‌جمهور مصر و شکری قوتلی، رئیس‌جمهور سوریه، ملک سعود، که می‌خواست از موضع یکپارچهٔ اعراب حمایت کند، تصمیم گرفت از رئیس‌جمهور مصر و سوریه در تصمیم آن‌ها برای عدم مشارکت در دکترین آیزنهاور حمایت کند.
هنگامی که جمهوری عراق در سال ۱۹۶۱ در زمان عبدالکریم قاسم تصمیم به الحاق کویت گرفت، ملک سعود در مجامع بین‌المللی اعتراض کرد و اعلام کرد «هرگونه اقدام علیه کویت، اقدامی علیه عربستان سعودی تلقی خواهد شد».

### اختلاف با فیصل
بلافاصله پس از مرگ عبدالعزیز، درگیری شدیدی بین دو پسر بزرگ او، سعود و فیصل درگرفت. افزایش درآمدهای نفتی مشکل مالی مرتبط با بدهی عربستان سعودی را که در سال ۱۹۵۳، ۲۰۰ میلیون دلار برآورد می‌شد، حل نکرد. در واقع، این بدهی تا سال ۱۹۵۸ بیش از دو برابر شد و به ۴۵۰ میلیون دلار رسید. ریال سعودی نیمی از ارزش رسمی خود را در برابر دلار آمریکا از دست داد. هم آرامکو و هم بانک‌های بین‌المللی تقاضای عربستان سعودی برای تخصیص اعتبار را رد کردند. سعود چند پروژهٔ دولتی را که آغاز کرده بود به حالت تعلیق درآورد اما به هزینه‌های شخصی خود در قصرهای مجلل ادامه داد.
در سال ۱۹۵۸ سعود مجبور شد بیشتر اختیارات اجرایی خود را به فیصل واگذار کند. سعود و فیصل بر سر تعریف مسئولیت‌های سیاسی و تقسیم کارکردهای دولتی با یکدیگر درگیر شدند. سعود اغلب با غارت درآمدهای نفتی، قصرهای مجلل و توطئه در درون و بیرون از عربستان سعودی همراه بود، اما فیصل با متانت، صرفه‌جویی و مدرنیزاسیون همراه بود.
بین دو برادر بر سر نقشی که قرار بود به شورای وزیران واگذار شود، نبردی درگرفت. سعود با فرمانی سلطنتی منصب نخست‌وزیری را منحل کرد و بدین ترتیب موقعیت خود را به‌عنوان پادشاه و نخست‌وزیر بالفعل به اجرا درآورد. سعود خود را هم به‌عنوان پادشاه و هم نخست‌وزیر تصور می‌کرد، درحالی‌که فیصل تصور می‌کرد که باید قدرت‌های بیشتری به‌عنوان ولیعهد و معاون نخست‌وزیر در دست او باشد.

### کناره‌گیری اجباری
اعضای خانوادهٔ ملک سعود نگران ولخرجی سعود و ناتوانی او در مقابله با چالش جمال عبدالناصر در مصر بودند. فساد و عقب‌ماندگی رژیم را تضعیف کرده بود و رادیو قاهره مخاطبان زیادی برضد سعودی به‌دست آورده بود.
ملک سعود و شاهزاده فیصل تا سال ۱۹۶۲ و تشکیل کابینه توسط شاهزاده فیصل در غیاب سعود که برای معالجه به خارج از کشور رفته بود، به جنگ قدرت ادامه دادند. شاهزاده فیصل با شاهزاده فهد و شاهزاده سلطان متحد شد. فرزندان سعود در دولت جدید شاهزاده فیصل، جایی نداشتند. فیصل وعدهٔ اصلاحاتی ده‌ماده‌ای را داد که شامل تدوین قانون اساسی، لغو برده‌داری و ایجاد شورای قضایی می‌شد.
ملک سعود پس از بازگشت، تغییرات جدید شاهزاده فیصل را رد کرد و تهدید کرد که گارد سلطنتی را علیه برادرش بسیج خواهد کرد. در پاسخ، شاهزاده فیصل از ملک سعود خواست که او را نایب‌السلطنه کند و تمام اختیارات سلطنتی را به او بسپارد. در این زمینه، او از حمایت حیاتی علما (علمای عالیرتبهٔ اسلامی) برخوردار بود، از جمله فتوای صادرشده توسط مفتی اعظم عربستان سعودی، یکی از بستگان مادری شاهزاده فیصل که از ملک سعود خواسته بود تا به خواسته‌های برادرش تَن بدهد.
سعود به تلاش‌های خود برای به‌دست آوردن مجدد قدرت ادامه داد و در دسامبر ۱۹۶۳ کابینه‌ای را در جده تشکیل داد و به رادیو مکه دستور داد تشکیل کابینهٔ او را اعلام کند. نیروهای ارتش وفادار به فیصل رادیو را محاصره کردند و به رادیو اجازهٔ پخش آن را ندادند. علاوه بر این فیصل به سعود اولتیماتوم داد تا عربستان را ترک کند.
در پی این حوادث فیصل به گارد ملی دستور داد تا کاخ سعود را محاصره کنند. در مارس ۱۹۶۴، سعود سرانجام تسلیم شد و فیصل را به عنوان نایب‌السلطنه با قدرت اجرایی کامل معرفی کرد و عملاً جایگاه خود را به یک شخصیت برجسته تقلیل داد. در ماه نوامبر، علما، کابینه و اعضای ارشد خاندان حاکم، سعود را مجبور به کناره‌گیری کامل کردند و فیصل به تنهایی پادشاه شد. در همان زمان شاهزاده محمد بن عبدالعزیز به کاخ النصریهٔ ملک سعود فرستاده شد تا از او و پسرانش اعلام وفاداری به پادشاه منتخب یعنی فیصل را بخواهد. در ۲۸ نوامبر ۱۹۶۴ اعلامیه‌ای رسمی در رادیو مکه منتشر شد مبنی بر این‌که ۱۱ تَن از پسران سعود به ملک فیصل اعلام وفاداری کرده‌اند.
در ۶ ژانویهٔ ۱۹۶۵ سعود به همراه عمویش عبدالله بن عبدالرحمن برای اعلام وفاداری خود به ملک فیصل به کاخ پادشاهی رفت.

### زندگی در تبعید
به دنبال این رویداد، سعود در ژانویهٔ ۱۹۶۵ عربستان را ترک کرد. تبعید به ژنو، سوئیس و به چند شهر دیگر در اروپا به وی پیشنهاد شد و او در آتن، یونان اقامت گزید. بعدها نیز تلاشی ناموفق برای اقامت در بیروت کرد. در سال ۱۹۶۶ سعود توسط جمال عبدالناصر برای زندگی در مصر دعوت شد. گزارشی دیگر ادعا می‌کند که ملک سعود در پناه ناصر به مصر رفت و از سال ۱۹۶۶ تا ۱۹۶۷ در آنجا ماند و نیز اجازه داشت با استفاده از رادیو قاهره سخنانش را منتشر کند. برخی از پسرانش از جمله شاهزاده خالد، شاهزاده بدر، شاهزاده سلطان و شاهزاده منصور به او پیوستند و از تلاش او برای بازپس‌گیری تاج و تخت حمایت کردند. با این حال، پس از جنگ ژوئن ۱۹۶۷ اعراب و اسرائیل (جنگ شش‌روزه) او حمایت مصر را از دست داد. ۳۵
وی سرانجام در اکتبر ۱۹۶۷ مصر را ترک کرد و ابتدا به وین و سپس به آتن رفت و تا زمان مرگش در ۲۳ فوریهٔ ۱۹۶۹ در آنجا ماند.

## درگذشت و خاکسپاری
ملک سعود در ۲۳ فوریهٔ ۱۹۶۹ در سن ۶۷ سالگی بر اثر حملهٔ قلبی در آتن درگذشت. دو روز پیش از مرگ، او احساس بیماری کرد و از پزشک خود فیلنگر از اتریش خواست تا او را معاینه کند اما پزشک او پس از مرگ او به آتن رسید. سعود بامداد آن روز به همراه دخترش نزهه در نزدیکی هتل محل زندگی خود (هتل کاوری) در ساحلی قدم زد. پیکر او را به مکه و سپس به ریاض بردند و مراسم خاکسپاری در مسجد اعظم مکه برگزار شد. وی در کنار آرامگاه پدر و پدربزرگش در گورستان العود ریاض به خاک سپرده شد.

## زندگی شخصی

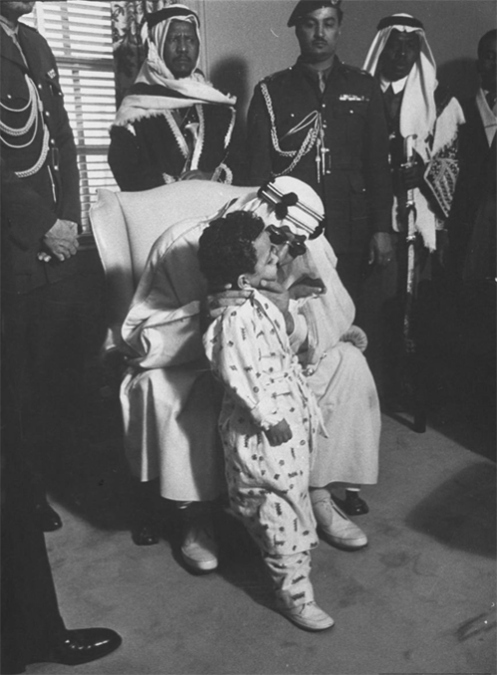
ملک سعود به همراه پسرش مشهور در سال ۱۹۵۷

سعود در زمان مرگ، ۱۰۸ فرزند و سه همسر داشت. یکی از چندین همسر او فوزیه بنت نواف، نوهٔ نوری الشعلان، امیر قبیلهٔ روالله بود. تنها تعداد کمی از فرزندان او نقش یا عنوانی عمومی داشته‌اند.
پسر ارشد او، فهد، از سال ۱۹۵۶ تا ۱۹۶۰ وزیر دفاع بود. کوچک‌ترین فرزند او بسمه بنت سعود است. پسر سوم او، محمد، زمانی فرماندار استان باحه بود و در ۸ ژوئیهٔ ۲۰۱۲ درگذشت. شاهزاده مشاری در اوت ۲۰۱۰ به‌جای برادر بزرگ‌تر خود به‌عنوان فرماندار باحه برگزیده شد.
پسر دیگرش، مشعل فرماندار استان نجران از سال ۱۹۹۶ تا نوامبر ۲۰۰۸ بود. یکی از پسران، بدر بن سعود، فرماندار ریاض در دوران حکومت پدرش بود و پسر دیگرش حسام یک تاجر است.

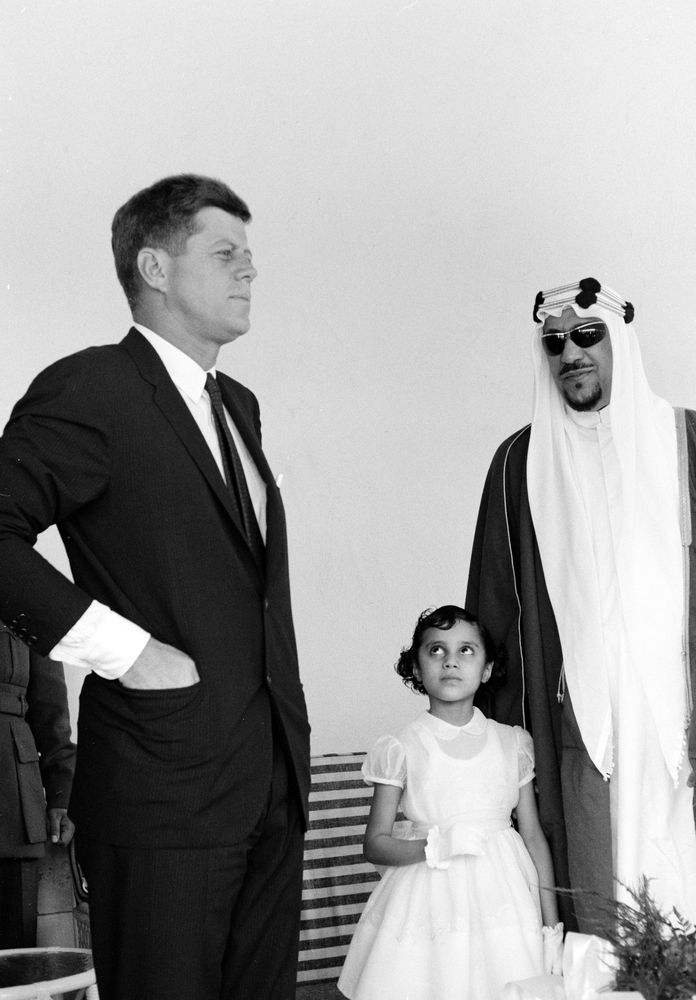
دلال دختر سعود، و پدرش و جان اف. کندی رئیس‌جمهور ایالات متحده، در پام بیچ، فلوریدا

یکی از دختران او به نام هاجر در ۱۷ نوامبر ۲۰۱۱ به دنبال یک بیماری در خارج از عربستان درگذشت. نماز میت او پس از نماز عصر در مسجد امام ترکی بن عبدالله ریاض اقامه شد. دختر دیگر، نورا، مادر معاون سابق وزیر دفاع فهد بن عبدالله بن محمد آل سعود بود و در اواخر ژوئیهٔ ۲۰۱۳ درگذشت. دختر دیگر، حساح، نخستین زن در عربستان سعودی بود که مدیر یک مدرسه شد. دخترش فهده نیز هنرمند است.
در سال ۲۰۰۱، دخترش بونیاه (متولد ۱۹۶۰) به اتهام تعرض به خدمتکارش در فلوریدا دستگیر و متهم شد. او یک شب در زندان بود و با قرار وثیقهٔ ۵۰۰۰ دلاری آزاد شد و دستور تسلیم پاسپورتش صادر شد. پس از مرگ برادر بزرگ‌ترش ترکی، سعود با همسرش منیره بنت عبید ازدواج کرد. دختر آن‌ها، العنود، در ژانویهٔ ۲۰۰۶ در سن ۸۳ سالگی درگذشت و در مکه به خاک سپرده شد.
«کاخ سرخ» که ملک عبدالعزیز برای ملک سعود و مادرش ساخته بود توسط وزارت فرهنگ عربستان سعودی در سال ۲۰۱۹ به روی عموم باز شد. این کاخ، نخستین ساختمان بتنی عربستان سعودی بود و اکنون نماهایی از زندگی او به نمایش گذاشته شده‌است.